# Unknown Mortal Orchestra
Unknown Mortal Orchestra é uma banda neozelandesa de rock psicodélico, formada em 2010. Sua discografia soma mais de cinco discos, explorando gêneros como lo-fi e garage rock, com os quais alcançaram as paradas de vários países, como Estados Unidos, Bélgica e Reino Unido.

## Discografia
- 2011: Unknown Mortal Orchestra
- 2013: II
- 2015: Multi-Love
- 2018: Sex & Food
- 2018: IC-01 Hanoi